# مارکوس بابل
مارکوس بابل (به آلمانی: Markus Babbel) بازیکن فوتبال و مدافع اهل آلمان است که از سال ۱۹۹۵ میلادی عضو تیم ملی فوتبال آلمان بوده‌است. وی در ۵۱ بازی ملی حضور داشته است و آخرین بازی ملی خود را در سال ۲۰۰۰ میلادی انجام داد. مارکوس بابل در بازی‌های ملی‌اش ۱ گل به ثمر رساند.
از تیم‌‌هایی که در آن بازی کرده‌است می‌توان به باشگاه فوتبال اشتوتگارت اشاره کرد.